# Košarkaški klub Hermes Analitica
Il K.K. Hermes Analitica è una squadra di pallacanestro croata della città di Zagabria.